# Lasarte (restaurante)
Lasarte es un restaurante español ubicado en Barcelona, Cataluña. En 2016 obtuvo la certificación de tres estrellas otorgada por la guía Michelin.

## Historia
El restaurante fue inaugurado en el año 2006 por el chef español Martín Berasategui. El chef recibió su primera estrella Michelin en 1986 y abrió su primer restaurante en 1993 en el municipio de Lasarte-Oria. Tres años después creó una asociación empresarial denominada Grupo Martín Berasategui, con la que inició otros proyectos, entre los que se encuentran el restaurante Lasarte.
En 2017, Lasarte obtuvo la certificación de tres estrellas de la guía Michelin junto con otros restaurantes de la península ibérica como El Celler de Can Roca, Arzak, Akellare, Sant Pau y Azurmendi, entre otros.